# Dioon spinulosum
Dioon spinulosum je druh cykasu z čeledi zamiovité. Pochází z vápencových skal Mexika. Jedná se o strom až 16 m vysoký, který patří k nejvyšším cykasům na světě vůbec. Jeho samičí šištice obsahuje až 300 semen a je největší samičí šiškou na světě.

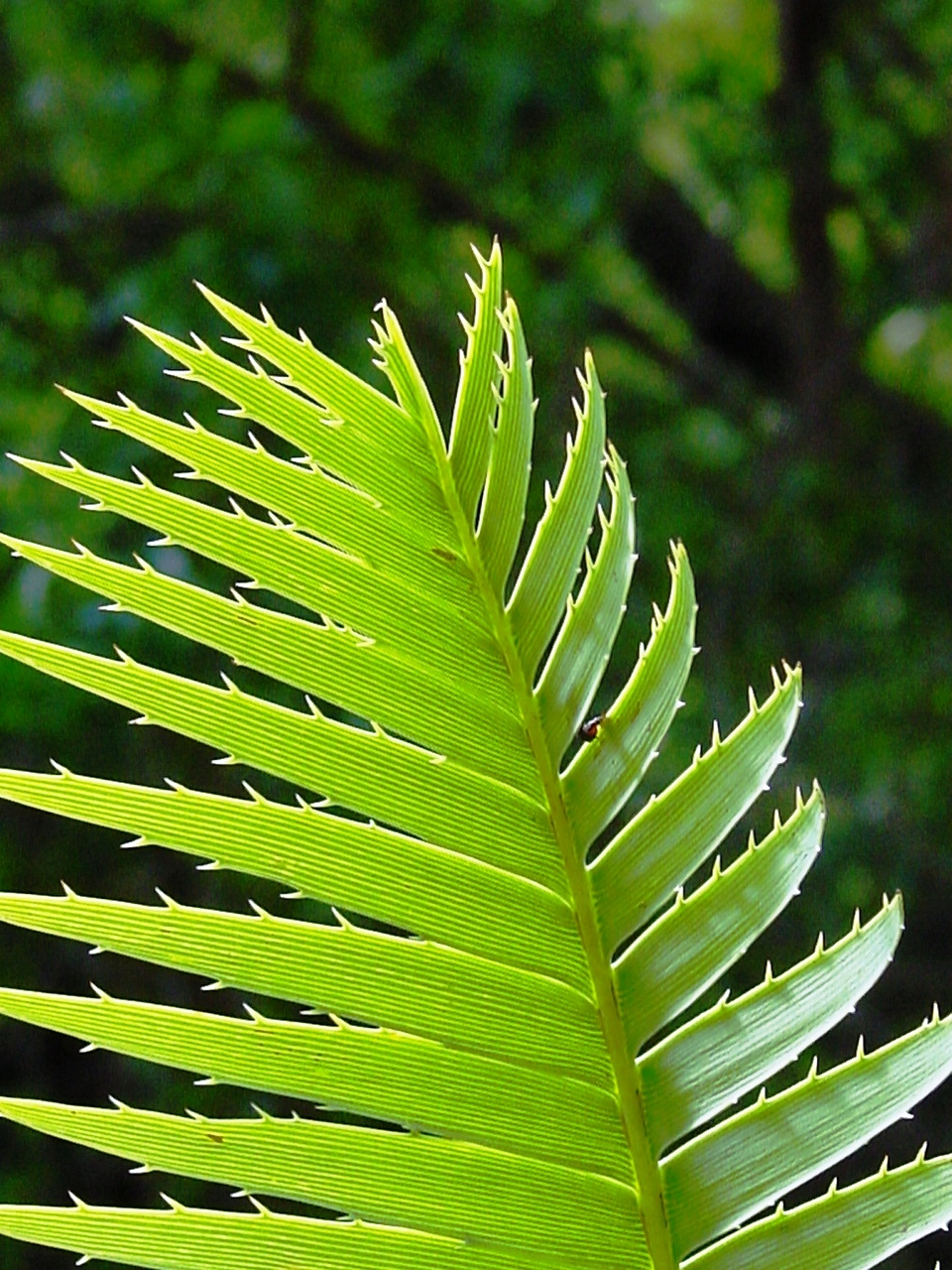
List Dioon spinulosum